# 3142 Kilopi
3142 Kilopi eller 1937 AC är en asteroid i huvudbältet, som upptäcktes den 9 januari 1937 av den franske astronomen André Patry vid Niceobservatoriet. Den har fått sitt namn efter att dess löpnummer är tusen (kilo) gånger större än Pi.
Asteroiden har en diameter på ungefär 8 kilometer.